# Puesto de limonada

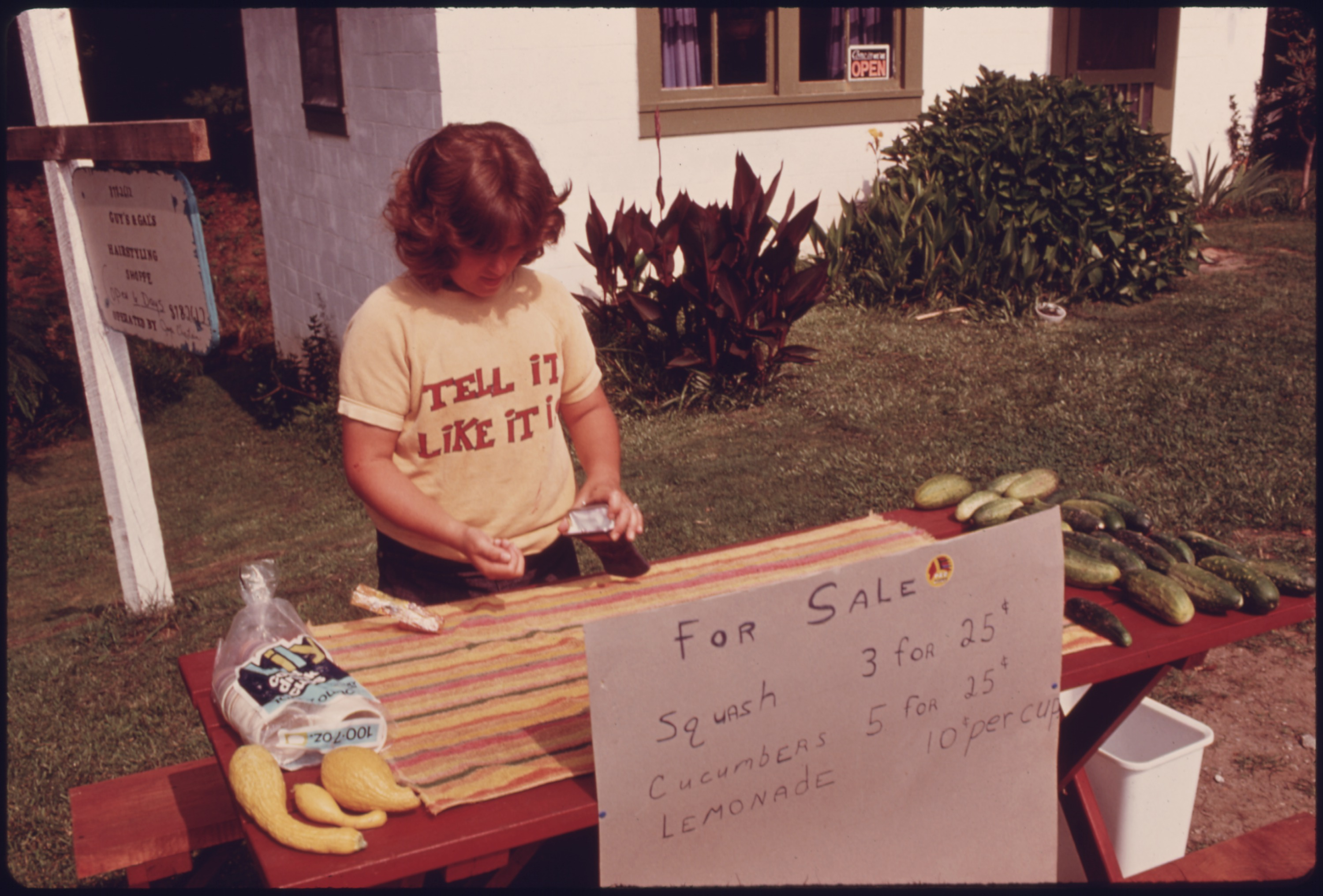
Un puesto de limonada en Georgia que también vende calabazas y pepinos (julio de 1975).

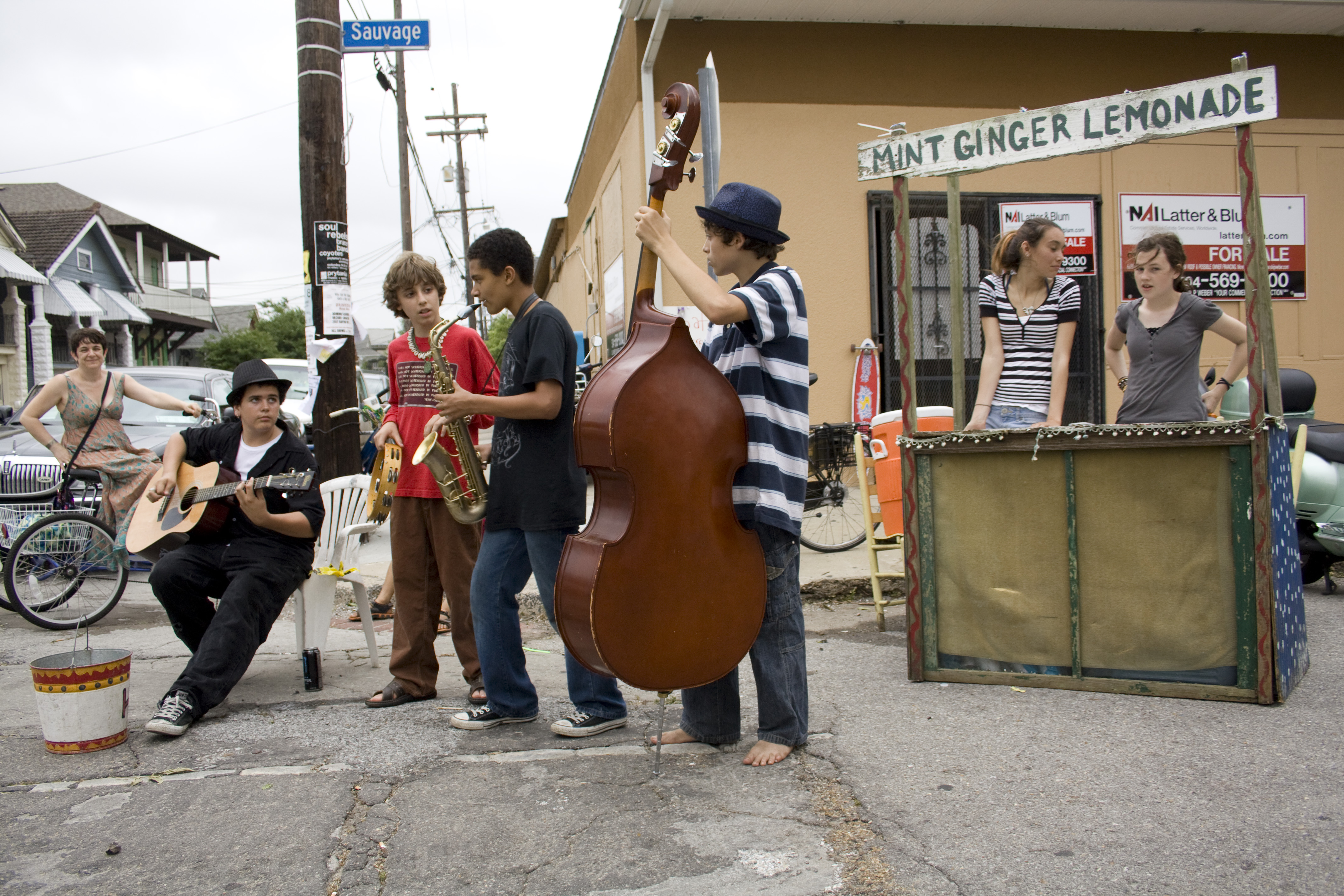
Un puesto de limonada en Nueva Orleans.

Un puesto de limonada es un negocio de venta de limonada regentado por uno o varios niños, típico de los Estados Unidos y Canadá. Suele tratarse de limonada casera preparada por ellos mismos. A veces, estos puestos también pueden vender algún otro refresco, como té helado. El puesto en sí también lo suelen montar los niños con sus propias manos y con materiales improvisados (por ejemplo, mesas plegables, tableros de contrachapado o cajas de cartón).
La imagen de unos niños vendiendo limonada en un caluroso día de verano se ha convertido en un icono de la cultura popular norteamericana que ha sido retratado y parodiado con frecuencia en la literatura, la televisión y el cine.
Formalmente, estos puestos de limonada son una forma de actividad empresarial ilegal, ya que infringen varias leyes a la vez: los niños vendedores carecen de licencia para este «negocio», no pagan impuestos y pueden no cumplir las normas sanitarias al producir la limonada. Además, esta actividad, si bien también desde un punto de vista formal, entra dentro del concepto de «trabajo infantil», que también está prohibido por la ley. En la práctica, sin embargo, estos negocios son tolerados por las autoridades y solo en muy raras ocasiones la policía interviene para cerrarlos, ya que en Norteamérica estos puestos se consideran una especie de «escuela de supervivencia» para los futuros empresarios, que les permite adquirir las habilidades necesarias para administrar sus propios negocios cuando aún están en la infancia. Existen publicaciones y guías para niños sobre cómo montar y gestionar su propio puesto de limonada, y muchos profesores de escuela, a pesar de que formalmente es ilegal, animan a sus alumnos a participar en este tipo de actividades.
Los aspectos económicos de los puestos de limonada para niños han sido objeto de análisis en artículos periodísticos. Por un lado, los puestos de limonada suelen verse como una forma de que los niños se familiaricen con el mundo empresarial y con conceptos como el beneficio económico, la libertad económica y el trabajo en equipo. Sin embargo, a diferencia de un negocio de verdad, disfrutan de mano de obra y alquiler gratuitos, y suelen carecer de gastos. Por otro lado, el concepto de los puestos de limonada para niños ha sido ampliamente criticado en los círculos marxistas, que lo consideran un «cuento de hadas» destinado a inculcar a la gente falsas ideas sobre el capitalismo desde la infancia.